# Rui Duarte (calciatore 1978)
Rui Pedro Viegas Silva Gomes Duarte, noto semplicemente come Rui Duarte (Lisbona, 16 dicembre 1978), è un allenatore di calcio ed ex calciatore portoghese, di ruolo centrocampista.